# Mekar Limau Manis
Mekar Limau Manis is een bestuurslaag in het regentschap Merangin van de provincie Jambi, Indonesië. Mekar Limau Manis telt 1117 inwoners (volkstelling 2010).